# Maku
Maku, ook gespeld Makou, Máh-Kú en Maki is een stad in het noordwesten van de provincie Āz̄arbāyjān-e Gharbī van Iran. Het ligt 22 km van de Turkse grens op een hoogte van 1634 meter. De Zangmar rivier stroomt door de stad.